# Abaaszi
Az abaaszi (abaahi vagy abaszi) (jakut nyelven: абаасы / абааһы) egy gonosz démonféleség volt a jakutok legendái szerint, aki az alvilágban élt. Nagy,  ogre-szerű lények, akiknek vasból voltak a fogai és egyetlen sápadt, pupilla nélküli szemük volt. Vándorláskor hétfős csoportokban utaztak.
Arsan Duolai volt az alvilág ura (és betegségek okozója) a jakut mitológiában, és ő uralkodott az abaaszi gonosz lelkek fölött. Lovakat vagy szarvasmarhát  áldoztak neki.
A jakutok az abaaszit látni kifejezést a minden napokban a gyűlölni kifejezésként használják.